# Pulso paradoxal
Na medicina, pulso paradoxal é definido como uma queda superior a 10 mmHg na pressão arterial sistólica durante a fase inspiratória da respiração. É um sinal médico indicativo de diversas condições incluindo tamponamento cardíaco, pericardite, apneia do sono crônica, crupe, e doença obstrutiva dos pulmões, como asma e DPOC.

## Fisiopatologia
Sempre que inspiramos profundamente, ocorre uma redução da pressão intratorácica e um consequente aumento do retorno venoso para cavidades direitas do coração, ou seja, chega mais sangue ao ventrículo direito. Este fenômeno provoca um discreto abaulamento do septo interventricular em direção à cavidade do ventrículo esquerdo. Na presença de sangue envolvendo e comprimindo o ventrículo esquerdo (como no tamponamento cardíaco), este abaulamento realmente diminui a cavidade ventricular esquerda transitoriamente, pois o ventrículo esquerdo não tem para onde se expandir: é comprimido de um lado pelo septo e de outro pelo sangue que o envolve. A diminuição da cavidade do ventrículo esquerdo leva à queda do débito sistólico, o que acarreta uma diminuição da pressão arterial sistólica de mais de 10 mmHg durante a inspiração - o pulso paradoxal.
Além do aumento do retorno venoso na inspiração outro fator contribui para a variação do pulso, a resistência vascular pulmonar (RVP). Na inspiração, a RVP é maior devido ao estiramento dos capilares alveolares de modo que o retorno venoso pulmonar, para o átrio esquerdo, fica diminuído, assim como o volume no ventrículo esquerdo.
Em síntese, na inspiração o volume no ventrículo direito aumenta (maior retorno venoso sistêmico) e no ventrículo esquerdo diminui (menor retorno venoso pulmonar). Esse efeito é acentuado no tamponamento cardíaco (em outras condições também) devido a equalização da pressão sobre o coração, de modo que já não há pressão ventricular tão maior que impeça o desvio do septo ventricular para a esquerda.